# Bromme Sogn
Bromme Sogn er et sogn i Ringsted-Sorø Provsti (Roskilde Stift).
I 1800-tallet var Bromme Sogn anneks til Munke Bjergby Sogn, som det havde været siden 1574. Begge sogne hørte til Alsted Herred i Sorø Amt. Munke Bjergby-Bromme sognekommune blev senere delt, så hvert sogn blev en selvstændig sognekommune. Ved kommunalreformen i 1970 blev Bromme indlemmet i Sorø Kommune, og Munke Bjergby blev indlemmet i Stenlille Kommune, der ved strukturreformen i 2007 kom til at indgå i den nye større Sorø Kommune.
I Bromme Sogn ligger Bromme Kirke.
I sognet findes følgende autoriserede stednavne:
- Bromme (bebyggelse, ejerlav)
- Krøjerup (bebyggelse, ejerlav)
- Krøjerup Overdrev (bebyggelse)
- Lille Ebberup (bebyggelse, ejerlav)
- Lillesø (vandareal)
- Maglesø (vandareal)
- Ødemark (ejerlav, landbrugsejendom)
- Østermark (bebyggelse)